# Gickelhof

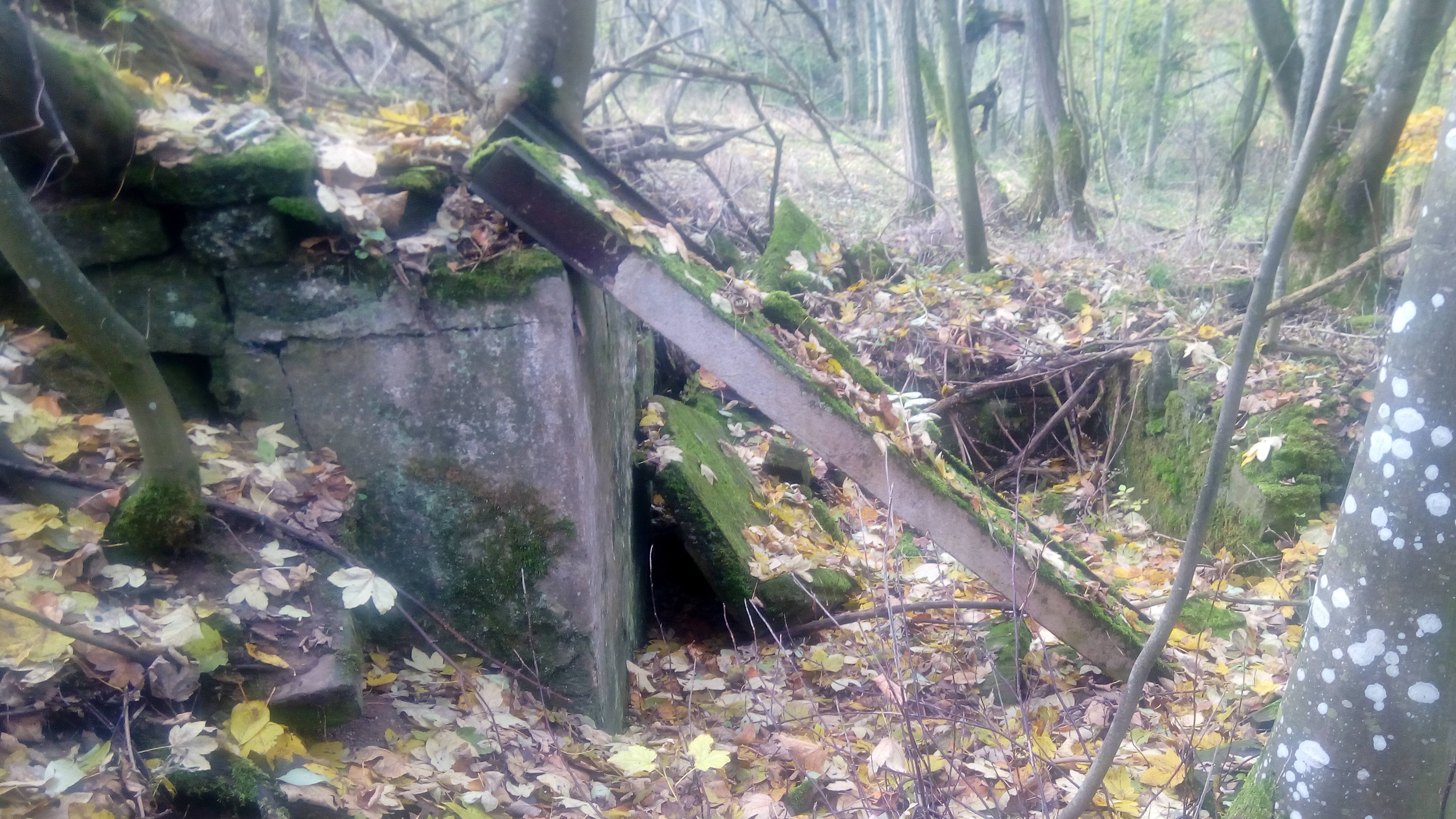
Gebäudereste der Wüstung Gickelhof

Gickelhof (ehemals auch Oberotterbach und Gickelhaus) ist die Wüstung eines Hofguts auf der Gemarkung des Külsheimer Stadtteils Steinbach im Main-Tauber-Kreis in Baden-Württemberg.

## Geographie

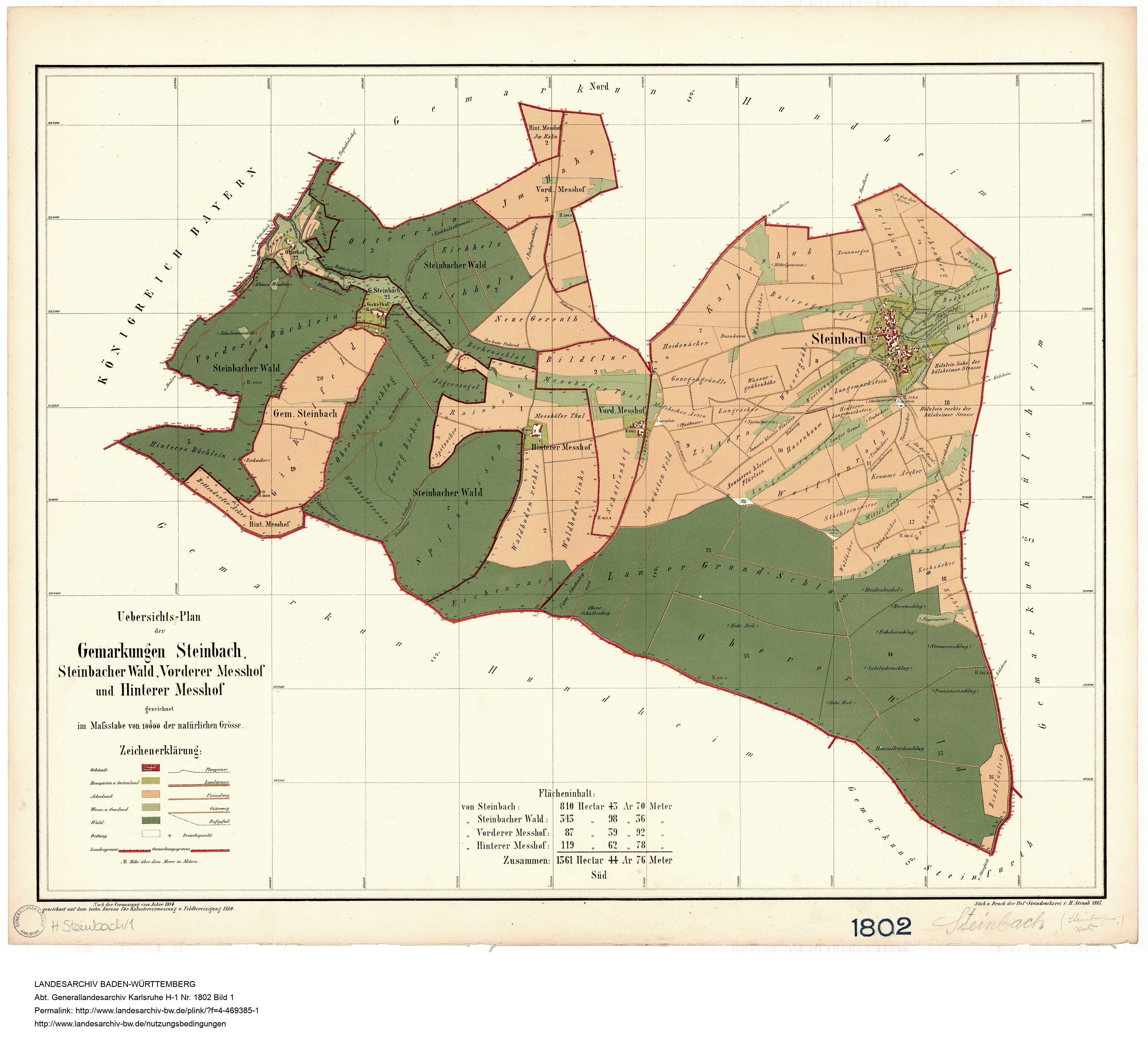
Lage der Sondergemarkung Gickelhof innerhalb der Gemarkung von Steinbach nach einer Vermessung vom Jahre 1884

Der Gickelhof lag auf einer künstlichen Terrasse über dem Eichelbach, einem linken Zufluss des Otterbachs zur Erfa.

## Geschichte
Wie auch die übrigen Höfe in der Umgebung entstand der Gickelhof als Rodungssiedlung des Hochmittelalters im zu Steinbach gehörigen Wald. Im Jahre 1426 wurde der Gickelhof erstmals urkundlich als Oberotterbach erwähnt. Seit 1485 wurde er Gickelhaus genannt, war damals jedoch immer noch ein Außenposten des nahe gelegenen Otterhofes. Während des Dreißigjährigen Krieges verödete der Hof, wurde jedoch nach 1652 wieder besiedelt.
1668 fiel der Gickelhof zu Löwenstein-Wertheim. Bis ins 18. Jahrhundert wurde der Hof vorwiegend als Schafstall genutzt.
Um 1900 war der Gickelhof ein eigenständiger Hof mit etwa 100 Hektar Ackerfläche. Um 1925 gelangte der Gickelhof wie die übrigen Sondergemarkungen der Umgebung ganz zur damals noch selbstständigen Gemeinde Steinbach. Anfang der 1940er Jahre bestand der Ort noch aus zwei Höfen. 1958 wurde der Ort Gickelhof aufgegeben und in der Folge wurden um 1960 fast alle Gebäude abgerissen, noch bevor Steinbach am 1. Januar 1975 in die Stadt Külsheim eingemeindet wurde.
Ein im Jahre 1803 errichtetes Forsthaus blieb zunächst noch weiter bestehen. 2010 wurde schließlich auch das verlassene Forsthaus, das etwas südlich des Gickelhofs gelegen war, abgerissen.

## Kleindenkmale
Im Bereich des ehemaligen Gickelhofes sowie der zugehörigen ehemaligen Feldscheune befinden sich zwei Kleindenkmale.